# Uphaar
Uphaar é um filme de drama indiano de 1971 dirigido e escrito por Sudhendu Roy. Foi selecionado como representante da Índia à edição do Oscar 1972, organizada pela Academia de Artes e Ciências Cinematográficas.

## Elenco
- Swarup Dutt - Anoop (as Swaroop Dutt)
- Jaya Bhaduri - Minoo a.k.a. Mrinmayee
- Suresh Chatwal - Anil
- Nandita Thakur - Sudha
- Nana Palsikar - Ramchandra
- Ratnamala - Sharda
- Leela Mishra - Kaki